# Alannah Myles
Alannah Myles (ur. 25 grudnia 1958 w Toronto) – kanadyjska piosenkarka rockowa i autorka tekstów.

## Życiorys
Karierę rozpoczęła w wieku 18 lat w południowym Ontario, gdzie z Christopherem Wardem założyła zespół wykonujący covery piosenek Boba Segera czy Arethy Franklin. W 1989 wydała debiutancki album solowy pt. Alannah Myles. Drugi singiel z płyty, dedykowany Elvisowi Presleyowi „Black Velvet”, znalazł się na pierwszym miejscu amerykańskiej listy Billboard Hot 100, a także na czołowych miejscach list przebojów w kilku innych krajach. Za ten utwór otrzymała nagrodę Grammy w kategorii „Best Female Rock Vocal Performance”. Dobre recenzje otrzymał również jej drugi album Rockinghorse (1992). W ciągu następnych lat piosenkarka wydała kolejne płyty, które jednak nie powtórzyły sukcesu dwóch pierwszych albumów, a także kompilację przebojów.

## Dyskografia
Albumy studyjne
- Alannah Myles (1989)
- Rockinghorse (1992)
- A-lan-nah (1995)
- Arival (1997)
- Alannah Myles: The Very Best Of (1999)
- Black Velvet (2008)
- 85 BPM (2015)